# Valerij Limasov
Valerij Pavlovič Limasov (* 5. prosince 1955 Ufa, Sovětský svaz) je bývalý sovětský a ruský rohovník/boxer.

## Sportovní kariéra
Narodil se do ruské rodiny v dnešní ruské republice Baškortostán. Boxovat začal ve 14 letech. Připravoval se pod vedením Rima Valiullina v klubu DSO Trud (Ufa). V sovětské seniorské reprezentaci se pohyboval od roku 1975. V roce 1976 startoval na olympijských hrách v Montréalu v lehké velterové váze a vypadl před branami semifinále s Američanem Rayem Leonardem. Po olympijských hrách změnil působiště. Stěhoval se do Moskvy k trenéru Viktoru Agejevovi, ale v užším výběru sovětské reprezentace se dlouhodobě neudržel. Sportovní kariéru ukončil po prohrané nominaci na olympijské hry v Moskvě s Alexandrem Koškinem v roce 1980. V rodném Baškortostánu se věnuje podnikatelské a charitivní činnosti.

## Výsledky
| Turnaj             | 1975            | 1976            | 1977            |
| Turnaj             | 20              | 21              | 22              |
| Turnaj             | lehká velterová | lehká velterová | lehká velterová |
| ------------------ | --------------- | --------------- | --------------- |
| Olympijské hry     |                 | úč.             |                 |
| Mistrovství světa  |                 |                 |                 |
| Mistrovství Evropy | 1.              |                 | 1.              |